# Paddy Tomesen
Paddy Tomesen (Terborg, 1968) is architect te Amsterdam.

## Leven en werk
Al tijdens zijn middelbareschooltijd legde Tomesen een bijzondere belangstelling voor architectuur aan de dag. Dit uitte zich onder meer in het bouwen van een schaalmodel van huis Wisch. Huis Wisch en de omgeving ervan waren indertijd niet publiekelijk toegankelijk. Niettemin wist Paddy alle medewerking van de kasteelheer te verkrijgen.
Als beginnend architect was hij nauw betrokken bij de nieuwbouw van zijn vroegere middelbare school.
Tomesen studeerde Bouwkunde aan de TU Delft en aan de Waseda-universiteit in Tokio. In 2001 richtte hij met Theo Rooijakkers het architectenbureau Rooijakkers&Tomesen Architecten op. Die samenwerking is in april 2014 beëindigd. Sinds 2002 is hij als gastdocent werkzaam aan de TU Delft en als tutor bij Academie van Bouwkunst Amsterdam.
Aan verschillende projecten van Rooijakkers en Tomesen werden publicaties gewijd. Hieronder: de "Lichtvang" in Soest en de "Buitenste-Binnen gekeerde stadswoning" in Doetinchem.
Het project "Lichtvang" werd genomineerd voor de Schreudersprijs 2007 en de Houtarchitectuurprijs 2008. De stadswoning "Buitenste-Binnen" won de publieksprijs van de Architectuurprijs van de Achterhoek 2007.
De expositie "Het maken van een goed gebouw is als het bereiden van de perfecte maaltijd" was in 2007-2008 te zien in Haarlem en in de zomer van 2008 in Eefde. Bij de expositie "De historie van Terborg" in Terborg (voorjaar 2008) werden maquettes van de hand van Paddy Tomesen tentoongesteld (onder meer van het stationsgebouw uit 1883 en van het voormalige postkantoor van Terborg).
In 2013 won het bureau Rooijakkers en Tomesen de publieksprijs van de Architectuur Prijs Achterhoek met hun ontwerp van de Kinderboerderij Engbergen in Gendringen (dit ontwerp eindigde bij de vakjury op de tweede plek).
Tomesen werkte als tutor bij Hogeschool voor de Kunsten Utrecht, ArtEZ Academie voor beeldende kunsten Arnhem en Hogeschool van Amsterdam.
In 2015 richt Paddy Tomesen &TOMESEN architects op.
Hij woont met zijn Chinese vrouw en twee kinderen in een penthouse, door hemzelf ontworpen, een voormalige waterzuiveringstrommel aan de Sloterplas in Amsterdam-West.